# 角ヶ仙
角ヶ仙（つのがせん）は、岡山県北部の美作地方、津山市と苫田郡鏡野町の境に位置しており、中国百名山にも指定されている標高1,152.7メートルの独立峰の山である。山頂には三等三角点（点名：角ヶ仙）が設置されている。火山性の山である。

## 概略
湯原奥津県立自然公園内にあるこの山は周囲を泉山や花知ヶ仙、三十人ヶ仙などの中国山地の山々に囲まれている。山の北側に関して言えば、広葉樹が生い茂り眺めはよろしくないものの、ほかは素晴らしい眺望が望むことができる山頂からは、西方の遥か遠くに大山までも眺めることもできる。山麓の越畑集落では集落を見守っているシンボル的な山として、一般的には鏡野町を代表する山として、人気のある山であるとして知られている。なお、角ヶ仙という山の名前については、左右に裾野を広げた円錐型の山容が、牛の角を思わせるから、その名がついたとする口伝の説もあるものの、詳細はわかってはいない。

## 脚註